# Somatochlora margarita
Somatochlora margarita ist eine Libellenart aus der Familie der Falkenlibellen (Corduliidae), die zu den Großlibellen (Anisoptera) gehören. Das Larvalstadium ist noch nicht bekannt.

## Merkmale
Der Hinterleib (Abdomen) der Männchen von Somatochlora margarita misst zwischen 31,5 und 34 Millimeter. Die der Weibchen sind etwas größer und messen 36 bis 41 Millimeter. Bis auf die ersten beiden dunkelbraunen Segmente ist das Abdomen metallisch grün grundiert. Dazu kommt eine charakteristische hellgelbe Zeichnung, die sich wie folgt zusammensetzt. Auf dem ersten Segment sind die hinteren Kanten des Segmentes an den Seiten gelblich. Dazu gesellt sich noch ein Strich auf der Oberseite. Markant auf dem zweiten Segment der Männchen befindet sich ein dreiecksähnlicher Fleck direkt vor dem, das Segment kreuzenden Kiel, der selber von einem hellen Strich markiert wird. Am hinteren Ende des Segmentes kommen dazu zwei kleinere dreiecksähnliche Flecken. Ein weiterer kleinerer Fleck ist auf dem hinteren Genitallappen situiert. Die Färbung des zweiten Segmentes bei den Weibchen wird dominiert von einem breiten dreieckigen Flecken, der sich von der Bauchseite aus nach oben verjüngt und auf der Oberseite in zwei, sich nicht erreichenden Linien endet. Die am Übergang zum dritten Segment sitzende Intersegmentalhaut ist bei beiden Geschlechtern hellgelb. Auf selbigen befindet sich auf den Seiten jeweils ein dreieckiger Fleck und auf der Unterseite sind die vorderen Ränder der Tergite hell gelblich. Auf den folgenden Segmenten befinden sich dunkle Flecken jeweils vorne auf den Seiten. Das letzte Segment mit Zeichnung ist das achte. Diese Zeichnung ist beim Weibchen dunkler als beim Männchen. 
Die dunkelbraunen Hinterleibsanhänge sind bei den Männchen mit 3,5 Millimetern länger als das neunte und zehnte Segment zusammen. Jene der Weibchen messen zwei Millimeter. Während der untere Hinterleibsanhang, der dreieckig ist, laufen die oberen bis zur Mitte parallel und nähern sich dann zu ihren Spitzen an. 
Das vorderste Segment des Brustkorbes, der sogenannte Prothorax ist auf der Ober- und Unterseite dunkelbraun, auf den Seiten etwas heller. Seine vorderen und hinteren Lappen sind hell. Der sich daran anschließende Pterothorax ist ebenfalls dunkelbraun und schimmert grünlich. Die Seiten sind insgesamt heller und weisen wie auch das Abdomen eine gelbliche Musterung auf. Diese setzt sich zusammen aus der vordere Hälfte des dorsalen Kiels, einem circa eineinhalb Millimeter langen Fleck auf dem Mesepisternum, einem fünf Millimeter langen und eineinhalb Millimeter breiten Streifen auf dem Mesepimeron, einen ebenso breiten auf dem Metepimeron und einem kleinen unterhalb des Metastigma gelegenen Streifen. Zudem sind noch die Einbuchtungen vor und zwischen den Flügeln gelblich.
Die Flügel sind durchsichtig. Die Membranula ist rauchbraun und das zweieinhalb Millimeter lange Flügelmal (Pterostigma) ist wie einige Teile der Flügelnervatur dunkel bräunlich. Nur die Costalader ist gelblich. Dabei ist das Hinterflügelpaar bei den Männchen zwischen 32 und 36 Millimeter lang. Die Flügel der Weibchen sind etwas größer und erreichen zwischen 34,5 und 37 Millimeter. Im Vorderflügel der Tiere befinden sich sieben bis neun Antenodaladern, im Hinterflügel sind es derer fünf. Bei den Postnodaladern dreht sich das Verhältnis um. Hier sind es im Vorderflügel vier bis sechs und im hinteren Flügel sechs bis neun. Zwischen M1 und M1a befinden sich im Vorderflügel der Männchen zwischen 8 und 16 Zellen, im Hinterflügel zwischen 10 und 16. Die Weibchen besitzen hier tendenziell mehr Zellen, die Anzahl liegt zwischen 13 und 19, beziehungsweise 13 und 17 Zellen. 
Die dunklen Beine sind auf der hinteren oberen Seite der Hüfte (Coxa) sowie am Schenkelring (Trochanter) des vorderen Beinpaares hell. Die Femora werden auf der Rückseite nach unten hin heller. Hier befinden sich auch kleine Zähnchen, die auf den ersten beiden Beinpaaren in zwei und auf dem hinteren Beinpaar in sechs Reihen angeordnet sind.
Der Kopf von Somatochlora margarita ist im Bereich des Labiums und der Oberlippe (Labrum) hellgelb. Am Labrum sind neben einem dunklen Fleck, die Ränder dunkelbraun. Sowohl der Ante- als auch der Postclypeus sind hell und letzterer besitzt zwei dunkle Punkte. Auch die Seiten der Frons sind hell; ihr oberer Teil hingegen ist metallisch grün und weist nur zwei kleine gelbe Punkte auf. Der Vertex ist metallisch violett und das Occiput dunkel. Die Härchen auf dem Occiput sind dunkel. Die Rückseite des Kopfes ist schwarz und mit kurzen hellen Härchen besetzt.

## Verbreitung
Somatochlora margarita kommt in der Grenzregion von Texas und Louisiana vor.

## Lebensraum und Lebensweise
Der Holotypus sowie der weibliche Allotypus wurden entlang einer unbefestigten Straße in einem texanischen Kiefernwald gefangen. Durchweg fliegt die Art relativ hoch und nur die Weibchen wurden dabei beobachtet, sich ab und zu dem Boden zu nähern. Dieser, den Fang erschwerende Umstand, verhalf der Art auch zu ihrem Namen. Sie ist benannt nach Margaret Stevenson, die zusammen mit der Ehefrau des Erstbeschreibers Donelly den Pick-Up manövrierte, auf dem Donelly mit einem langen Käscher stehend die Libellen einfing.
Zusammen mit der Art fliegen Somatochlora linearis, Macromia georgia, Cordulegaster obliqua, Libellula needhami und Tramea onusta.

## Belege
1. ↑  Somatochlora margarita auf Dragonflies and Damselflies (Odonata) of the United States, Northern Prairie Wildlife Research Center des U.S. Geological Survey, Abruf am 21. Februar 2010.